# 진공 편극
양자장론, 특히 양자 전기역학에서 진공 편극(영어: Vacuum polarization)은 배경 전자기장이 가상 전자-양전자 쌍을 생성하여 원래 전자기장을 생성했던 전하 및 전류의 분포를 변경하는 과정을 설명한다. 때로는 게이지 보손(광자)의 자체 에너지라고도 한다. 이는 유전체의 전기 편극과 유사하지만, 매질 없이 진공에서 발생한다.
진공 편극의 효과는 그 이후로 매우 잘 이해된 배경 효과로 일상적으로 실험적으로 관찰되어 왔다. 아래에서 일루프 기여라고 언급된 진공 편극은 렙톤(전자-양전자 쌍) 또는 쿼크에서 발생한다.

## 역사
진공 편극은 1934년 폴 디랙과 베르너 하이젠베르크의 논문에서 처음 논의되었다.
제2차 세계 대전 중 레이더 장비의 발전으로 수소 원자의 에너지 준위 측정 정확도가 높아지자 윌리스 유진 램은 램 이동과 전자의 변칙 자기 쌍극자 모멘트를 측정했다. 이러한 효과는 디랙 방정식이 예측하는 분광학적 전자 G-상수의 값 −2에서 벗어나는 것에 해당했다. 이후 한스 베테는 1947년 셸터 아일랜드 회의에서 코넬 대학교로 돌아오는 기차 안에서 진공 편극으로 인한 수소 에너지 준위의 이러한 이동을 이론적으로 계산했다.
진공 편극의 효과는 1935년 로버트 서버와 에드윈 알브레히트 우엘링에 의해 결합 상수에서 1차로 계산되었다.
렙톤으로부터의 진공 편극은 1940년대에 처음 관찰되었지만, 1997년 일본의 트리스탄(TRISTAN) 입자 가속기를 사용하여 더 최근에도 관찰되었다. 쿼크로부터의 후자 편극은 1970년대 초부터 1990년대 중반까지 러시아 시베리아의 부드커 핵물리 연구소의 VEPP-2M 입자 가속기와 전 세계의 다른 많은 가속기 연구소에서 여러 쿼크-글루온 루프 기여와 함께 관찰되었다.

## 설명
양자장론에 따르면, 상호작용하는 입자들 사이의 진공은 단순히 빈 공간이 아니다. 오히려 그것은 짧은 수명을 가진 가상 입자-반입자 쌍(렙톤 또는 쿼크 및 글루온)을 포함한다. 이 짧은 수명의 쌍을 진공 거품이라고 부른다. 이는 어떤 과정에도 측정 가능한 영향을 미치지 않는다는 것을 보일 수 있다.
가상 입자-반입자 쌍은 광자가 전파될 때도 발생할 수 있다. 이 경우, 다른 과정에 대한 영향은 측정 가능하다. 페르미온-반페르미온 쌍의 진공 편극에 대한 일루프 기여는 다음 다이어그램으로 나타낼 수 있다:
이러한 입자-반입자 쌍은 쿼크나 글루온과 같은 양자 색역학에 종속되는 경우 색전하와 같은 다양한 종류의 전하를 운반하거나, 전하를 띠는 렙톤이나 쿼크인 경우 더 친숙한 전자기 전하를 운반한다. 가장 친숙한 전하를 띠는 렙톤은 전자이며, 질량이 가장 가볍기 때문에 위에서 언급한 에너지-시간 불확정성 원리로 인해 가장 많이 존재한다; 예를 들어, 가상 전자-양전자 쌍. 이러한 전하를 띠는 쌍은 전기 쌍극자 역할을 한다. 전하를 띠는 쌍은 예를 들어 전자 주위의 전자기장과 같은 전기장이 존재할 때 스스로 위치를 변경하여, 결과적으로 장을 부분적으로 상쇄한다(부분적인 차폐 효과, 유전 효과). 따라서 장은 진공이 완전히 비어 있을 때 예상되는 것보다 약해질 것이다. 이 짧은 수명을 가진 입자-반입자 쌍의 재배열을 진공 편극이라고 부른다.

## 전기장 및 자기장
극도로 강한 전기장과 자기장은 전자-양전자 쌍의 여기를 유발한다. 맥스웰 방정식은 양자 전기역학의 고전적인 한계이며 어떤 고전 이론으로도 설명될 수 없다. 점 전하는 환산 콤프턴 파장 {\displaystyle {\bar {\lambda }}_{\text{c}}} ({\textstyle \,={\frac {\hbar }{mc}}=3.86\times 10^{-13}{\text{ m}}})보다 훨씬 작은 거리에서 수정되어야 한다. 미세 구조 상수, {\displaystyle \alpha }에서 가장 낮은 차수까지, 점 전하의 정전기 퍼텐셜에 대한 QED 결과는 다음과 같다:
{\displaystyle \phi (r)={\frac {q}{4\pi \epsilon _{0}r}}\times {\begin{cases}1-{\frac {2\alpha }{3\pi }}\ln \left({\frac {r}{{\bar {\lambda }}_{\text{c}}}}\right)&r\ll {\bar {\lambda }}_{\text{c}}\\[2pt]1+{\frac {\alpha }{4{\sqrt {\pi }}}}\left({\frac {r}{{\bar {\lambda }}_{\text{c}}}}\right)^{-3/2}e^{-2r/{\bar {\lambda }}_{\text{c}}}&r\gg {\bar {\lambda }}_{\text{c}}\end{cases}}}
이는 유전율을 가진 매질에 의한 점 전하의 차폐로 이해될 수 있으며, 이것이 진공 편극이라는 용어가 사용되는 이유이다. {\displaystyle {\bar {\lambda }}_{\text{c}}}보다 훨씬 큰 거리에서 관찰될 때, 전하는 유한 값 {\displaystyle q}로 재규격화된다. 우엘링 퍼텐셜도 참조.
진공 편극의 효과는 외부장이 슈윙거 한계에 접근할 때 중요해지는데, 이는 다음과 같다:
{\displaystyle E_{\text{c}}={\frac {mc^{2}}{e{\bar {\lambda }}_{\text{c}}}}=1.32\times 10^{18}{\text{ V/m}}}
{\displaystyle B_{\text{c}}={\frac {mc}{e{\bar {\lambda }}_{\text{c}}}}=4.41\times 10^{9}{\text{ T}}\,.}
이러한 효과는 맥스웰 방정식의 선형성을 깨뜨리므로 중첩 원리를 깨뜨린다. 천천히 변하는 장에 대한 QED 결과는 진공에 대한 비선형 관계로 쓸 수 있다. 가장 낮은 차수 {\displaystyle \alpha }에서, 가상 쌍 생성은 다음으로 주어진 진공 편극 및 자화를 생성한다:
{\displaystyle \mathbf {P} ={\frac {2\epsilon _{0}\alpha }{E_{\text{c}}^{2}}}\left(2\left(E^{2}-c^{2}B^{2}\right)\mathbf {E} +7c^{2}\left(\mathbf {E} \cdot \mathbf {B} \right)\mathbf {B} \right)}
{\displaystyle \mathbf {M} =-{\frac {2\alpha }{\mu _{0}E_{\text{c}}^{2}}}\left(2\left(E^{2}-c^{2}B^{2}\right)\mathbf {E} +7c^{2}\left(\mathbf {E} \cdot \mathbf {B} \right)\mathbf {B} \right).}
2019년 기준 이 편극과 자화는 직접적으로 측정되지 않았다.

## 진공 편극 텐서
진공 편극은 자체 에너지 또는 진공 편극 텐서 Πμν(p)에 의해 정량화되며, 이는 광자가 운반하는 4-운동량 p의 함수로 유전 효과를 설명한다. 따라서 진공 편극은 운동량 전달에 의존하거나, 다른 말로 하면 전기 상수는 스케일 의존적이다. 특히 전자기학의 경우 미세 구조 상수를 유효 운동량-전달-의존량으로 쓸 수 있다; 보정의 1차까지는 다음과 같다
{\displaystyle \alpha _{\text{eff}}(p^{2})={\frac {\alpha }{1-[\Pi _{2}(p^{2})-\Pi _{2}(0)]}}}
여기서 {\displaystyle \Pi ^{\mu \nu }(p)=(p^{2}g^{\mu \nu }-p^{\mu }p^{\nu })\Pi (p^{2})}이고 아래 첨자 2는 선행 차수-e2 보정을 나타낸다. Πμν(p)의 텐서 구조는 워드-다카하시 항등식에 의해 고정된다.

## 같이 보기
- 편극 밀도
- 준입자
- 재규격화
- 가상 입자
- 양자 전기역학 진공
- 양자 색역학 진공
- 슈윙거 한계
- 슈윙거 효과
- 윌링 퍼텐셜
- 오일러-하이젠베르크 라그랑지언
- 비사선 보정

## 내용주
1. ↑  스핀 상호작용에 영향을 미치는 진공 편극은 실험 데이터를 기반으로 보고되었으며, 예를 들어 강입자 스핀 구조를 고려하는 등 양자 색역학에서 이론적으로도 다루어졌다.
2. ↑  이들은 진공-진공 전이 진폭에 위상 인자를 부여한다.

### 주요 참고문헌
- Berestetskii, V. B.; Lifshitz, E. M.; Pitaevskii, L. (1980). 〈Section 114〉. 《Quantum Electrodynamics》. 이론 물리학 강좌 4 2판. 버터워스-하이네만. ISBN 978-0750633710.
- Bethe, H. A. (1947). 《The Electromagnetic Shift of Energy Levels》. 《피지컬 리뷰》 72. 339–341쪽. Bibcode:1947PhRv...72..339B. doi:10.1103/PhysRev.72.339.
- Brown, Douglas H.; Worstell, William A (1996). 《The Lowest Order Hadronic Contribution to the Muon g − 2 Value with Systematic Error Correlations》. 《Physical Review D》 54. 3237–3249쪽. arXiv:hep-ph/9607319. Bibcode:1996PhRvD..54.3237B. doi:10.1103/PhysRevD.54.3237. PMID 10020994. S2CID 37689024.
- Dirac, P. A. M. (1934). 《Discussion of the infinite distribution of electrons in the theory of the positron》. 《캠브리지 철학회 수학회보》 30. 150–163쪽. Bibcode:1934PCPS...30..150D. doi:10.1017/S030500410001656X. JFM 60.0790.02. Zbl 0009.13704.
- Gell-Mann, M.; Low, F. E. (1954). 《Quantum Electrodynamics at Small Distances》. 《피지컬 리뷰》 95. 1300–1312쪽. Bibcode:1954PhRv...95.1300G. doi:10.1103/PhysRev.95.1300.
- Greiner, W.; Reinhardt, J. (1996). 《Field Quantization》. 스프링거 출판사. ISBN 978-3-540-59179-5.
- Heisenberg, W. (1934). 《Bemerkungen zur Diracschen Theorie des Positrons》. 《Zeitschrift für Physik》 (독일어) 90. 209–231쪽. Bibcode:1934ZPhy...90..209H. doi:10.1007/BF01333516. ISSN 0044-3328. S2CID 186232913.
- Levine, I.;  외. (TOPAZ Collaboration) (1997). 《Measurement of the Electromagnetic Coupling at Large Momentum Transfer》. 《Physical Review Letters》 78. 424–427쪽. Bibcode:1997PhRvL..78..424L. doi:10.1103/PhysRevLett.78.424.
- Serber, R. (1935). 《Linear Modifications in the Maxwell Field Equations》. 《피지컬 리뷰》 48. 49–54쪽. Bibcode:1935PhRv...48...49S. doi:10.1103/PhysRev.48.49. JFM 61.1250.03.
- Uehling, E. A. (1935). 《Polarization Effects in the Positron Theory》. 《피지컬 리뷰》 48. 55–63쪽. Bibcode:1935PhRv...48...55U. doi:10.1103/PhysRev.48.55.
- Weinberg, S. (2002). 《Foundations》. The Quantum Theory of Fields I. 케임브리지 대학교 출판부. ISBN 978-0-521-55001-7.

## 추가 문헌
- QED에서 진공 편극의 유도를 보려면 M.E. Peskin 및 D.V. Schroeder의 "An Introduction to Quantum Field Theory, Addison-Wesley, 1995"의 7.5절을 참조하십시오.